# مکس میدر
مکس مِیدر (انگلیسی: Max Maeder؛ زادهٔ ۱۲ سپتامبر ۲۰۰۶)  قایقران قایق بادبانی اهل سنگاپور است.